# Нова-Бжезница (гмина)
Нова-Бжезница (пол. Nowa Brzeźnica) — сельская гмина (волость) в Польше, входит как административная единица в Паенченский повет, Лодзинское воеводство. Население — 5057 человек (на 2004 год).

## Сельские округа
1. Дубидзе
2. Дубидзе-Колёня
3. Дворшовице-Косцельне
4. Дворшовице-Косцельне-Колёня
5. Константынув
6. Круплин-Радомщаньски
7. Кузница
8. Лонжек
9. Нова-Бжезница
10. Прусицко
11. Стара-Бжезница
12. Тшебца
13. Важне-Млыны
14. Вулька-Прусицка
15. Гойсц

## Соседние гмины
1. Гмина Крушина
2. Гмина Ладзице
3. Гмина Медзьно
4. Гмина Мыканув
5. Гмина Пайенчно
6. Гмина Попув
7. Гмина Стшельце-Вельке